# Émile Fayolle

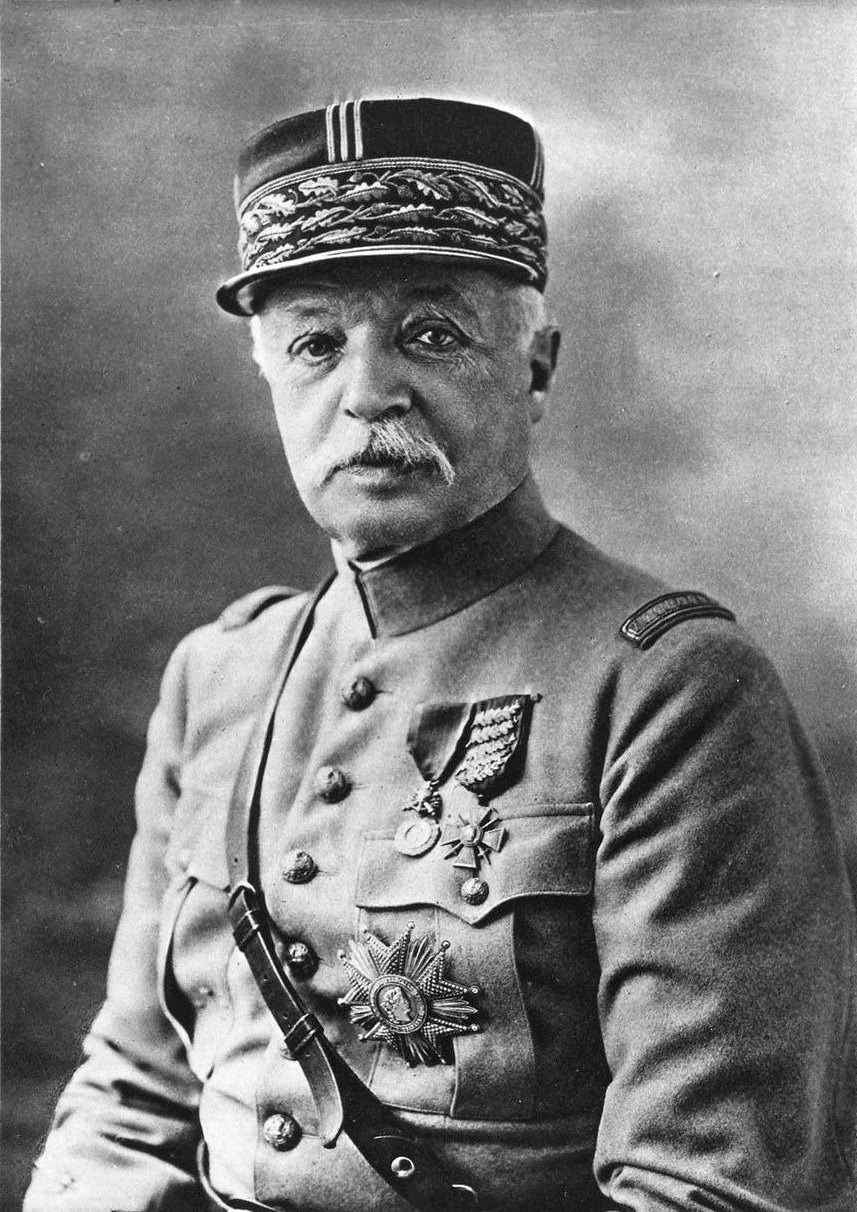
Maréchal de France Emile Fayolle (1852–1928)

Marie Émile Fayolle (* 14. Mai 1852 in Le Puy-en-Velay; † 27. August 1928 in Paris) war ein französischer General und späterer Marschall von Frankreich.

## Leben
Marie Émile Fayolle absolvierte die École polytechnique im Jahre 1875. Anschließend trat er als Leutnant in die Artillerietruppe der Französischen Armee ein. Nach mehreren Truppenverwendungen war er von 1897 bis 1908 Lehrer an der École supérieure de guerre. 1914 trat er mit dem Dienstgrad eines Brigadegenerals in den Ruhestand. Nach Ausbruch des Ersten Weltkrieges wurde er auf Befehl des Oberbefehlshabers der Französischen Armee Joseph Joffre wieder reaktiviert und zum Kommandeur der 70. Infanteriedivision ernannt. Im Februar 1916 wurde Fayolle zum Kommandeur der 6. Armee ernannt, mit dieser nahm er auch an der Schlacht an der Somme teil. Anfang des Jahres 1917 wurde Fayolle zum Kommandeur der 1. Armee ernannt.
Als Robert Nivelle im Mai 1917 durch Philippe Pétain abgelöst wurde, erfolgte die Ernennung Fayolles zum Befehlshaber der Groupe d’Armées du Centre (Heeresgruppe). Nach dem italienischen Desaster anlässlich der Schlacht von Caporetto wurde Fayolle am 16. November 1917 der Oberbefehlshaber der französischen Truppen in Italien. Diese hatten eine Stärke von 6 Divisionen. Im März 1918 kehrte er nach Frankreich zurück und wurde Oberbefehlshaber der Groupe d’Armées de Réserve. Dieser Truppenverband hatte eine Stärke von 55 Divisionen, als OB dieses Truppenteiles nahm er an der zweiten Marneschlacht teil. Er verblieb in dieser Dienststellung bis zum Kriegsende 1918.
Mit der Kapitulation Deutschlands ging der Erste Weltkrieg am 11. November 1918 zu Ende. Das Waffenstillstandsabkommen legte die Räumung des linken Rheinufers mit den Brückenköpfen Köln, Koblenz und Mainz von deutschen Truppen sowie eine zehn Kilometer breite neutrale Zone auf dem rechten Rheinufer fest. Den sich zurückziehenden deutschen Truppen folgten Besatzungstruppen der Alliierten. Rheinhessen wurde von der französischen 10. Armee besetzt. Am 9. Dezember 1918 trafen die ersten größeren Truppenverbände in Mainz ein. Am 14. Dezember ritten die kommandierenden Generäle Fayolle und Mangin in die Stadt ein. Frankreich träumte erneut den Traum einer Rheinischen Republik.
Nach Kriegsende wurde Fayolle zum Oberbefehlshaber der Besatzungstruppen im Rheinland. 1921 wurde Fayolle zum Marschall ernannt. Er wurde im Caveau des Gouverneurs der Cathédrale Saint-Louis-des-Invalides in Paris beigesetzt.

## Orden und Auszeichnungen

### National
- Légion d’honneur
  - Chevalier – 30. Dezember 1890
  - Officier – 30. Dezember 1911
  - Commandeur – 11. Oktober 1914
  - Grand Officier – 3. Oktober 1916
  - Grand Croix – 10. Juli 1918
- Médaille militaire – 21. Oktober 1919
- Croix de guerre 1914–1918 mit 5 Palmen

### Ausländisch
- Army Distinguished Service Medal (USA)
- Silbernes Kreuz des Virtuti Militari (Polen, 1921)
- Großkreuz des Ordens Ouissam Alaouite (Königreich Marokko)